# You Make Me Wanna...
You Make Me Wanna... is een nummer van de Amerikaanse R&B-zanger Usher uit 1997. Het is de eerste single van zijn tweede studioalbum My Way.
Het nummer gaat over een driehoeksverhouding, waarbij de ik-figuur de beste vriendin van zijn vriendin probeert te verleiden. "You Make Me Wanna..." betekende de wereldwijde doorbraak voor Usher. In de Amerikaanse Billboard Hot 100 haalde het nummer de 2e positie. In de Nederlandse Top 40 was het ook succesvol met een 7e positie, terwijl in de Vlaamse Ultratop 50 slechts de 42e positie werd gehaald.